# Cryphia hedygrapha
Cryphia hedygrapha là một loài bướm đêm trong họ Noctuidae.